# Potres u Lisabonu 1755.
Potres u Lisabonu 1755. dogodio se 1. studenog u 9:40 sati. Bio je to jedan od najrazornijih i najsmrtonosnijih potresa u povijesti, s procijenjenim brojem poginulih između 10.000 i 100.000 osoba. Sam potres su pratili tsunami i požar, doprinoseći gotovo potpunom uništenju grada. Ova katastrofa imala je utjecaj i na rast političkih tenzija u Portugalu, te je uzdrmala kolonijalne ambicije zemlje u 18. stoljeću.
S obzirom na to da je to bio i prvi potres novije povijesti koji je proučavan znanstvenim metodama (zbog velike štete koju je načinio), doprinio je i rađanju moderne znanosti seizmologije. Geolozi vjeruju da je jačina potresa iznosila oko 9° po Richterovoj ljestvici, s epicentrom u Atlantskom oceanu oko 200 km zapadno-jugozapadno od rta St. Vincent.